# Дніпро (готель, Черкаси)
Готе́льний ко́мплекс «Дніпро́» — чотиризірковий готель у центрі Черкас. Збудований у 1989 році як гуртожиток для держслужбовців, реконструйований в 2000 році. Директор — Володимир Жаботинський.
Клієнтам надаються першокласний ресторан, гаражі під охороною, конференц-зал, а також безліч інших послуг. Готель має прості номери, люкс та окремі апартаменти. Всього 73 номери на 110 місць.
Десять років поспіль готель «Дніпро» ставав переможцем огляду-конкурсу на найкраще готельно-виробниче господарство України серед тризіркових готелів. У 2008 році готелю надали статус чотиризіркового і він одразу посів 3 місце в Україні.
Номери:
- стандарт одномісний;
- стандарт двомісний;
- стандарт чотиримісний;
- люкс двомісний;
- апартамент двомісний.

## Галерея

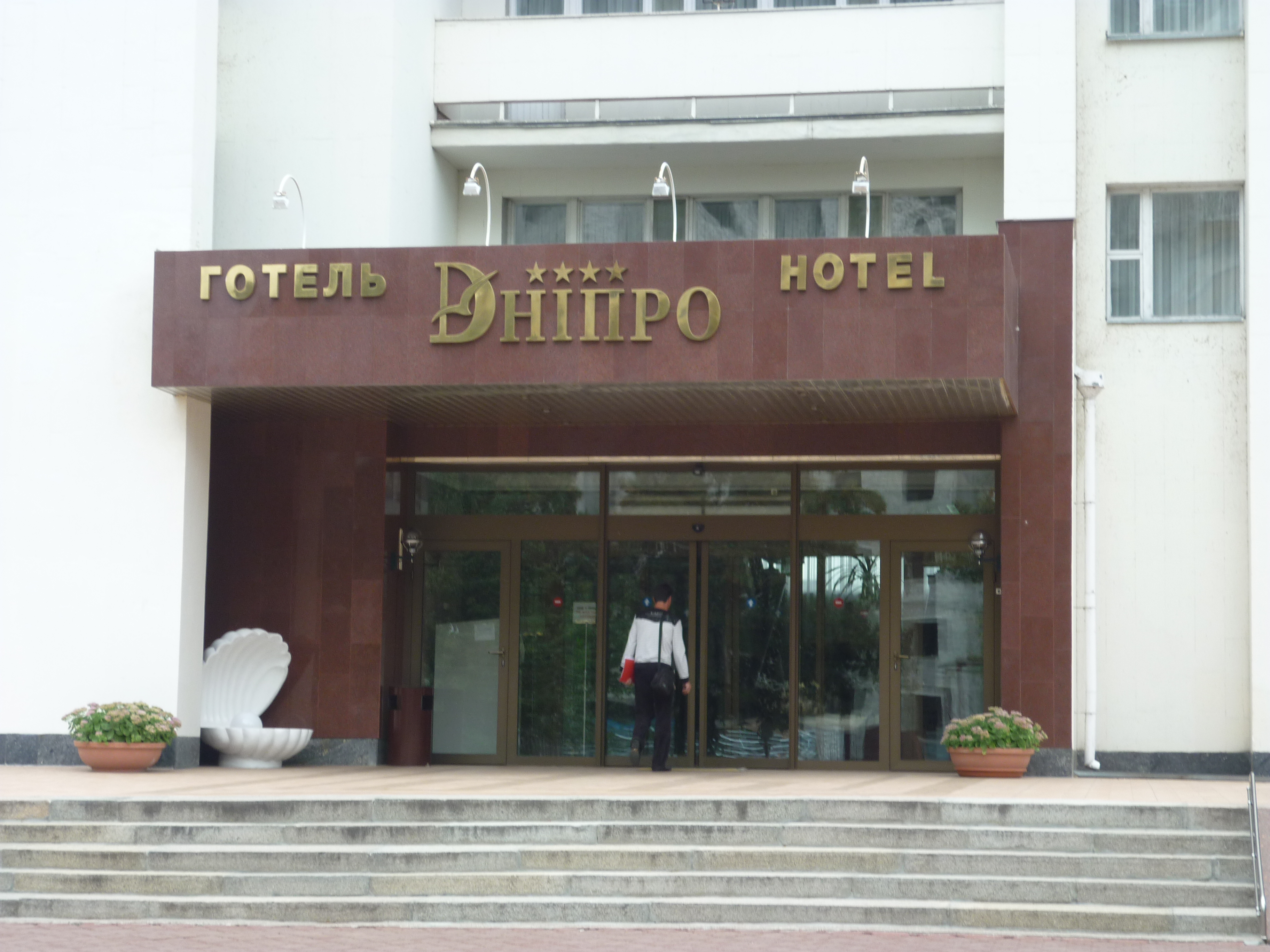
Вхід
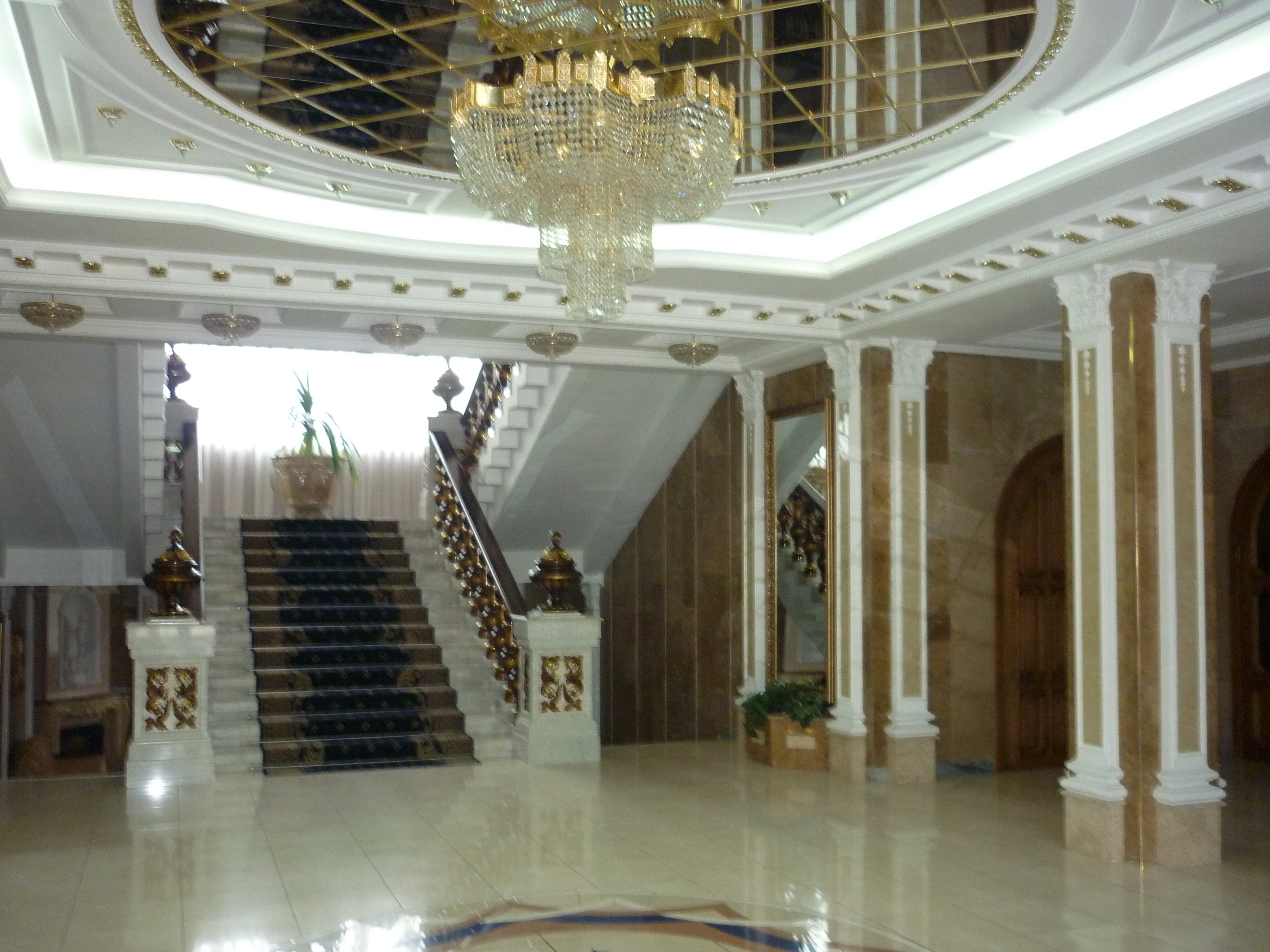
Фоє